# 稲生塩屋
稲生塩屋（いのうしおや）は、三重県鈴鹿市にある地名。現行行政地名は稲生塩屋一丁目から稲生塩屋三丁目。

## 地理
鈴鹿市の南部に位置し、北と西に稲生、南西に稲生こがね園、他は稲生町と接している。

## 歴史
下記以前は稲生村 (三重県)#歴史を参照。
- 1988年（昭和63年）11月1日 - 住居表示の設定に伴い、稲生町の一部を分離し、設置[1]。

## 世帯数と人口
2019年（令和元年）6月30日現在の世帯数と人口は以下の通りである。
| 丁目           | 世帯数  | 人口    |
| -------------- | ------- | ------- |
| 稲生塩屋一丁目 | 216世帯 | 535人   |
| 稲生塩屋二丁目 | 351世帯 | 907人   |
| 稲生塩屋三丁目 | 360世帯 | 1,007人 |
| 計             | 927世帯 | 2,449人 |

### 人口の変遷
国勢調査による人口の推移。
| 1995年（平成7年）  | 1,346人 | [ 6 ]  |  |
| 2000年（平成12年） | 1,495人 | [ 7 ]  |  |
| 2005年（平成17年） | 1,629人 | [ 8 ]  |  |
| 2010年（平成22年） | 2,007人 | [ 9 ]  |  |
| 2015年（平成27年） | 2,310人 | [ 10 ] |  |

### 世帯数の変遷
国勢調査による世帯数の推移。
| 1995年（平成7年）  | 375世帯 | [ 6 ]  |  |
| 2000年（平成12年） | 449世帯 | [ 7 ]  |  |
| 2005年（平成17年） | 520世帯 | [ 8 ]  |  |
| 2010年（平成22年） | 712世帯 | [ 9 ]  |  |
| 2015年（平成27年） | 814世帯 | [ 10 ] |  |

## 学区
市立小・中学校に通う場合、学区は以下の通りとなる。
| 丁目           | 番・番地等 | 小学校             | 中学校             |
| -------------- | ---------- | ------------------ | ------------------ |
| 稲生塩屋一丁目 | 全域       | 鈴鹿市立稲生小学校 | 鈴鹿市立白子中学校 |
| 稲生塩屋二丁目 | 全域       | 鈴鹿市立稲生小学校 | 鈴鹿市立白子中学校 |
| 稲生塩屋三丁目 | 全域       | 鈴鹿市立稲生小学校 | 鈴鹿市立白子中学校 |

## 交通
- 三重県道563号稲生山線
- 三重県道645号上野鈴鹿線

## 施設
- 鈴鹿市稲生地区市民センター

## その他

### 日本郵便
- 郵便番号 : 510-0207[4]（集配局：白子郵便局[12]）。